# Swim Cup Den Haag 2017
De Swim Cup Den Haag 2017 was een internationale zwemwedstrijd die gehouden werd van 3 tot en met 5 maart 2017 in het Hofbad in Den Haag. De wedstrijden vonden plaats in een 50 meterbad. Deze wedstrijd vormde samen met de Amsterdam Swim Meet 2016 en de Swim Cup Eindhoven 2017 het kwalificatietraject voor de Nederlandse zwemmers richting de wereldkampioenschappen zwemmen 2017 in Boedapest.

## WK-kwalificatie
De KNZB stelde onderstaande limieten vast voor deelname aan de wereldkampioenschappen van 2017 in Boedapest, Hongarije. Voor estafettes geldt dat de technisch directeur van de KNZB zal beoordelen of een ploeg voldoende niveau heeft voor deelname.

### Limieten
| Onderdeel        | Mannen   | Mannen     | Vrouwen  | Vrouwen    |
| Onderdeel        | Senioren | Debutanten | Senioren | Debutanten |
| ---------------- | -------- | ---------- | -------- | ---------- |
| 50m vrije slag   | 21,94    | 22,47      | 24,73    | 25,18      |
| 100m vrije slag  | 48,51    | 48,93      | 54,15    | 54,90      |
| 200m vrije slag  | 1.46,68  | 1.47,73    | 1.57,12  | 1.58,68    |
| 400m vrije slag  | 3.45,92  | 3.48,15    | 4.07,52  | 4.10,57    |
| 800m vrije slag  | 7.51,19  | 7.54,31    | 8.30,92  | 8.35,56    |
| 1500m vrije slag | 14.58,69 | 15.12,79   | 16.25,04 | 16.32,06   |
| 50m rugslag      | 25,21    | 25,29      | 28,35    | 28,52      |
| 100m rugslag     | 53,68    | 54,06      | 1.00,18  | 1.00,61    |
| 200m rugslag     | 1.57,00  | 1.58,55    | 2.09,62  | 2.11,53    |
| 50m schoolslag   | 27,46    | 27,51      | 30,90    | 31,22      |
| 100m schoolslag  | 59,90    | 1.00,35    | 1.06,88  | 1.07,58    |
| 200m schoolslag  | 2.10,15  | 2.11,11    | 2.24,74  | 2.25,91    |
| 50m vlinderslag  | 23,59    | 23,67      | 26,33    | 26,49      |
| 100m vlinderslag | 51,84    | 52,29      | 57,91    | 58,48      |
| 200m vlinderslag | 1.56,45  | 1.57,28    | 2.08,21  | 2.09,77    |
| 200m wisselslag  | 1.59,67  | 2.00,22    | 2.11,84  | 2.13,41    |
| 400m wisselslag  | 4.15,04  | 4.17,90    | 4.38,06  | 4.43,06    |

### Overzicht behaalde limieten
Zwemmers en zwemsters van wie de namen schuingedrukt staan hebben voldaan aan de debutantenlimiet.
| Onderdeel        | Mannen        | Mannen  | Vrouwen                                | Vrouwen     |
| Onderdeel        | Naam          | Tijd    | Naam                                   | Tijd        |
| ---------------- | ------------- | ------- | -------------------------------------- | ----------- |
| 50m vrije slag   | Jesse Puts    | 21,82   | Ranomi Kromowidjojo                    | 24,34       |
| 100m vrije slag  |               |         | Ranomi Kromowidjojo Marrit Steenbergen | 53,92 54,46 |
| 200m vrije slag  |               |         | Femke Heemskerk                        | 1.56,59     |
| 400m vrije slag  |               |         |                                        |             |
| 800m vrije slag  |               |         |                                        |             |
| 1500m vrije slag |               |         |                                        |             |
| 50m rugslag      |               |         | Maaike de Waard                        | 28,02       |
| 100m rugslag     |               |         |                                        |             |
| 200m rugslag     |               |         |                                        |             |
| 50m schoolslag   |               |         |                                        |             |
| 100m schoolslag  |               |         |                                        |             |
| 200m schoolslag  | Arno Kamminga | 2.10,98 |                                        |             |
| 50m vlinderslag  |               |         | Maaike de Waard                        | 25,99       |
| 100m vlinderslag |               |         |                                        |             |
| 200m vlinderslag |               |         |                                        |             |
| 200m wisselslag  |               |         |                                        |             |
| 400m wisselslag  |               |         |                                        |             |

## Medailles

### Legenda
- WR = Wereldrecord
- ER = Europees record
- NR = Nederlands record
- (Q) = Voldaan aan de WK-limiet

### Mannen
| Onderdeel   | Goud                          | Goud     | Zilver                                | Zilver   | Brons                       | Brons    |
| ----------- | ----------------------------- | -------- | ------------------------------------- | -------- | --------------------------- | -------- |
| Vrije slag  |                               |          |                                       |          |                             |          |
| 50 m        | Jesse Puts Nederland          | 22,41    | David Cumberlidge Verenigd Koninkrijk | 22,78    | Jeroen Baars Nederland      | 22,80    |
| 100 m       | Ben Schwietert Nederland      | 49,93    | Kyle Stolk Nederland                  | 50,13    | Stan Pijnenburg Nederland   | 50,24    |
| 200 m       | Kyle Stolk Nederland          | 1.48,28  | Stan Pijnenburg Nederland             | 1.49,27  |                             |          |
| 200 m       | Kyle Stolk Nederland          | 1.48,28  | Ben Schwietert Nederland              | 1.49,27  |                             |          |
| 400 m       | Maarten Brzoskowski Nederland | 3.55,74  | Luc Kroon Nederland                   | 4.03,17  | Frank Roovers Nederland     | 4.05,13  |
| 800 m       | Maarten Brzoskowski Nederland | 8.07,06  | Lars Bottelier Nederland              | 8.34,98  | Jorgos Skotadis Nederland   | 8.36,55  |
| 1500 m      | Maarten Brzoskowski Nederland | 15.41,32 | Lars Bottelier Nederland              | 16.16,24 | Jorgos Skotadis Nederland   | 16.27,28 |
| Rugslag     |                               |          |                                       |          |                             |          |
| 50 m        | Jesse Puts Nederland          | 26,31    | Jesper Björk Zweden                   | 26,63    | Nils Van Audekerke België   | 26,77    |
| 100 m       | Sjobbe Luyten België          | 56,93    | Jari Groenhart Nederland              | 57,64    | Jelle Betten Nederland      | 58,04    |
| 200 m       | Nils Van Audekerke België     | 2.04,67  | Jari Groenhart Nederland              | 2.05,00  | Jelle Betten Nederland      | 2.09,37  |
| Schoolslag  |                               |          |                                       |          |                             |          |
| 50 m        | Arno Kamminga Nederland       | 28,48    | Basten Caerts België                  | 28,54    | Juri Dijkstra Nederland     | 29,31    |
| 100 m       | Basten Caerts België          | 1.01,34  | Arno Kamminga Nederland               | 1.01,35  | Juri Dijkstra Nederland     | 1.04,28  |
| 200 m       | Arno Kamminga Nederland       | 2.16,34  | Daan Zwertbroek Nederland             | 2.24,43  | Bas de Bruijn Nederland     | 2.25,96  |
| Vlinderslag |                               |          |                                       |          |                             |          |
| 50 m        | Mathys Goosen Nederland       | 23,97    | Joeri Verlinden Nederland             | 24,35    | Louis Croenen België        | 24,37    |
| 100 m       | Mathys Goosen Nederland       | 53,53    | Joeri Verlinden Nederland             | 53,63    | Louis Croenen België        | 53,73    |
| 200 m       | Louis Croenen België          | 1.59,05  | Joeri Verlinden Nederland             | 2.03,56  | Ruben van Leeuwen Nederland | 2.03,75  |
| Wisselslag  |                               |          |                                       |          |                             |          |
| 200 m       | Kyle Stolk Nederland          | 2.03,01  | Frank Roovers Nederland               | 2.04,89  | Arjan Knipping Nederland    | 2.04,96  |
| 400 m       | Jari Groenhart Nederland      | 4.28,55  | Senne De Gols België                  | 4.30,39  | Olivier Jans Nederland      | 4.54,51  |

### Vrouwen
| Onderdeel   | Goud                          | Goud        | Zilver                          | Zilver   | Brons                           | Brons    |
| ----------- | ----------------------------- | ----------- | ------------------------------- | -------- | ------------------------------- | -------- |
| Vrije slag  |                               |             |                                 |          |                                 |          |
| 50 m        | Ranomi Kromowidjojo Nederland | 24,34 (Q)   | Tamara van Vliet Nederland      | 25,20    | Femke Heemskerk Nederland       | 25,29    |
| 100 m       | Ranomi Kromowidjojo Nederland | 53,92 (Q)   | Femke Heemskerk Nederland       | 54,19    | Maud van der Meer Nederland     | 55,12    |
| 200 m       | Femke Heemskerk Nederland     | 1.56,59 (Q) | Robin Neumann Nederland         | 1.59,74  | Esmee Vermeulen Nederland       | 2.00,01  |
| 400 m       | Esmee Vermeulen Nederland     | 4.14,66     | Laura van Engelen Nederland     | 4.16,85  | Robin Neumann Nederland         | 4.16,93  |
| 800 m       | Laura van Engelen Nederland   | 8.49,97     | Esmee Vermeulen Nederland       | 8.56,78  | Serena Stel Nederland           | 9.01,74  |
| 1500 m      | Serena Stel Nederland         | 17.17,61    | Kaylee de Jong Nederland        | 17.46,53 | Lisanne Hassing Nederland       | 17.52,98 |
| Rugslag     |                               |             |                                 |          |                                 |          |
| 50 m        | Maaike de Waard Nederland     | 28,03 (Q)   | Tessa Vermeulen Nederland       | 28,59    | Tamara van Vliet Nederland      | 29,33    |
| 100 m       | Maaike de Waard Nederland     | 1.01,16     | Tessa Vermeulen Nederland       | 1.01,67  | Marieke Tienstra Nederland      | 1.03,03  |
| 200 m       | Tessa Vermeulen Nederland     | 2.13,41     | Marieke Tienstra Nederland      | 2.15,90  | Tessa Vermeulen Nederland       | 2.19,45  |
| Schoolslag  |                               |             |                                 |          |                                 |          |
| 50 m        | Sophie Hansson Zweden         | 31,92       | Tes Schouten Nederland          | 32,71    | Kara Hanlon Verenigd Koninkrijk | 32,96    |
| 100 m       | Sophie Hansson Zweden         | 1.08,28     | Tes Schouten Nederland          | 1.09,52  | Kara Hanlon Verenigd Koninkrijk | 1.10,85  |
| 200 m       | Sophie Hansson Zweden         | 2.30,22     | Kara Hanlon Verenigd Koninkrijk | 2.31,59  | Tes Schouten Nederland          | 2.37,48  |
| Vlinderslag |                               |             |                                 |          |                                 |          |
| 50 m        | Kim Busch Nederland           | 26,77       | Elinore de Jong Nederland       | 26,82    | Kinge Zandringa Nederland       | 27,17    |
| 100 m       | Kinge Zandringa Nederland     | 59,94       | Kim Busch Nederland             | 1.01,07  | Femke Spiering Nederland        | 1.02,57  |
| 200 m       | Femke Spiering Nederland      | 2.18,54     | Nienke Jonk Nederland           | 2.20,69  |                                 |          |
| Wisselslag  |                               |             |                                 |          |                                 |          |
| 200 m       | Marrit Steenbergen Nederland  | 2.14,68     | Marieke Tienstra Nederland      | 2.19,58  | Claire Verkijk Nederland        | 2.21,08  |
| 400 m       | Claire Verkijk Nederland      | 5.00,93     | Femke Spiering Nederland        | 5.04,27  | Lotte Hosper Nederland          | 5.05,11  |